# 효문동
효문동(孝門洞)은 울산광역시 북구의 법정동 및 행정동이다. 미포국가공단이 위치해 있는 관계로 총면적의 32%가 준공업지역이고 68%는 개발제한구역으로 지역의 대부분이 공단지역 내지 개발이 제한되어 있으며, 동해선과 울산지역의 산업 물동량의 대부분을 수송하는 산업도로가 이 지역을 관통하고 있어 국가산업의 중요한 요충 지역이다.

## 지명
효문동 지역은 조선시대 소문난 효자인 송도 선생의 출생지이다. 1469년 조선 예종 1년 백연암리라 불리었으며, 1708년 숙종 34년 하부내면 지역이 되었다. 1765년 영조 41년 백연암리, 상방, 하방리, 중리, 신평리라 불리다가, 1780년 정조 4년에 하부내면이 내상면으로 개칭되었다. 1864년 고종 1년에는 내상면이 부남면과 내상면으로 개편되어 하부면에 속하였으며, 1894년 고종 31년 부남면이 하부면으로 개칭되면서 효문 지역은 효문ㆍ산성ㆍ율동, 연암 지역은 상방ㆍ연암동으로 불리었다. 1911년 효문ㆍ산성ㆍ율동ㆍ상방ㆍ연암동으로, 1914년 4월 1일에는 하부면과 내상면을 통합하여 하상면(반구, 명촌, 양정, 효문, 연암, 약사, 동ㆍ서, 장현, 남외, 진장리) 효문ㆍ연암리로 개편되었다.
1962년 6월 1일 울산시에 편입되어 병영출장소 관할(진장ㆍ명촌ㆍ효문ㆍ연암리)이 되었다. 1972년 10월 1일 울산시 31개 행정동 개편에 따라 효문동과 연암동을 합하여 효문동을 설치하였고, 1976년 4월 20일로 병영출장소가 폐지되었다. 1985년 7월 15일 울산시 구제 실시에 따라 중구 효문동이 되고, 1997년 7월 15일 울산광역시 승격에 따라 북구(자치구) 효문동이 되었다. 1998년 10월 1일 진장동을 통합하여 진장ㆍ명촌ㆍ효문ㆍ연암 등 4개 법정동을 관할하고 있다.
한편, 진장ㆍ명촌동 지역은 숙종 34년(1708년) 하부내면 지역으로, 고종 31년(1894년) 하부면 중리ㆍ평촌ㆍ명촌ㆍ대도ㆍ독도ㆍ신도ㆍ진장동으로 불리다가, 1911년 진장ㆍ평촌ㆍ명촌ㆍ대도ㆍ독도동으로, 1914년 4월 1일에는 하부면과 내상면을 통합하여 하상면 진장ㆍ명촌리로 개편되었다. 1962년 6월 1일 울산시에 편입되어 병영출장소 관할이 되었고, 1972년 10월 1일 울산시 31개 행정동 개편에 따라 진장동과 명촌동을 합하여 진장동을 설치하였다. 1976년 4월 20일로 병영출장소가 폐지되었고, 1985년 7월 15일 울산시 구제 실시에 따라 중구 진장동이 되었다. 1997년 7월 15일 울산광역시 승격에 따라 북구(자치구) 진장동이 되었다. 1998년 10월 1일 진장동을 효문동에 통합하였다.

## 연혁
- 1910년 9월 2일: 울산군 하상면 효문리, 연암리
- 1962년 6월 1일: 울산시 승격에 따라 울산시 효문동, 연암동으로 변경[4]
- 1972년 10월 10일: 효문동과 연암동 통합하여 효문동으로 변경
- 1985 7월 15일: 울산시 구제 실시에 따라 울산시 중구 효문동으로 변경[5]
- 1997 7월 15일: 울산광역시 승격에 따라 울산시 중구 효문동에서 북구 효문동으로 변경[6]
- 1998년 10월 1일: 과소동 통폐합에 따라 진장동 통폐합[7]

## 법정동
- 명촌동(明村洞)
- 연암동(蓮岩洞)
- 진장동(珍庄洞)
- 효문동(孝門洞)

## 교육

### 초등학교
- 명촌초등학교
- 연암초등학교 효문분교
- 연암초등학교

### 중학교
- 연암중학교

### 고등학교
- 효정고등학교
- 무룡고등학교
- 울산마이스터고등학교

## 편의
진장동
- 진장디플렉스
- 롯데마트 진장점
- 코스트코 울산점
- 농협 농산물종합유통센터
- 홈씨씨 울산점

## 아파트
| 단지명                       | 건설사         | 시행사           | 주소                                                       | 입주        | 비고                  |
| ---------------------------- | -------------- | ---------------- | ---------------------------------------------------------- | ----------- | --------------------- |
| 강변 해링턴 플레이스         | ㈜효성         | 에코하우스㈜     | 북구 명촌20길 33 북구 명촌18길 5 북구 명촌17길 36 (명촌동) | 2018년 2월  |                       |
| 율동 한신더휴 에듀포레 1단지 | 한신공영       | 율동피에프브이㈜ | 북구 효정8길 13 (양정동)                                   | 2023년 11월 | 2,3단지는 양정동 위치 |
| 평창리비에르 1차             | 평창종합건설㈜ | 평창토건㈜       | 북구 명촌10길 22 (명촌동)                                  | 2002년 3월  |                       |
| 평창리비에르 2차             | 평창종합건설㈜ | 평창토건㈜       | 북구 명촌로 91 (명촌동)                                    | 2003년 5월  |                       |
| 평창리비에르 3차             | 평창종합건설㈜ | 한국토지신탁     | 북구 명촌15길 10 (명촌동)                                  | 2003년 11월 |                       |
| 명촌주공                     | 영풍산업㈜     | 대한주택공사     | 북구 명촌로 94 (명촌동)                                    | 2003년 4월  | 국민임대              |

## 연계 교통
| 도로망                                    | 도로망 | 도로망 | 도로망 | 도로망 | 도로망 | 도로망 |
| 산업로, 북부순환도로 무룡로, 북부순환도로 |        |        |        |        |        |        |
| ----------------------------------------- | ------ | ------ | ------ | ------ | ------ | ------ |

## 같이 보기
- 진장유통단지